# Patscherkofel
Patscherkofel je hora v Rakousku, vysoká 2246 m n. m. Nachází se v Tuxských Alpách 7 km jižně od Innsbrucku. Název pochází ze spojení nedaleké obce Patsch (Tyrolsko) a výrazu pro horu v místním nářečí. Nachází se zde chráněná oblast Patscherkofel-Zirmberg.
Hora je tvořena metamorfovanými horninami (fylit, rula, živce), její tvar ovlivnilo zalednění v pleistocénu. Bezlesý vrchol je výraznou krajinnou dominantou a vyznačuje se mimořádnou rychlostí větru (na Vánoce 2013 bylo naměřeno 177 km/h). Na vrcholu se nachází rozhlasový a televizní vysílač.
Na svazích hory bylo vybudováno středisko zimních sportů. Z Iglsu vede na horu lanovka Patscherkofelbahn, nedaleko konečné stanice stojí horská chata Patscherkofelhaus. V letech 1964 a 1976, kdy Innsbruck hostil zimní olympijské hry, se na Patscherkofelu konala soutěž sjezdařů. Areál také hostil Zimní olympijské hry mládeže 2012.